# Jack Straw (film fra 1920)
Jack Straw er en amerikansk stumfilm fra 1920 af William C. deMille.

## Medvirkende
- Robert Warwick som Jack Straw
- Carroll McComas som Ethel Parker Jennings
- Charles Ogle som Mr. Parker Jennings
- Irene Sullivan som Mrs. Wanley
- Monte du Mont som Ambrose Holland
- Frances Parks som Rose
- Lucien Littlefield som Sherlo
- Robert Brower
- Sylvia Ashton som Mrs. Parker Jennings